# Fecioara Maria în Islam

Maryam, sura 19, caligrafie arabă.

Fecioara Maria este singura femeie evocată cu numele în Coran. După Moise, Avram și Noe, Maria este persoana numită cel mai frecvent în Coran, mai des decât Mohamed și Isus. O întreagă sură (sura 19) se referă la ea. Fecioara Maria se bucură de mare respect și popularitate în Islam, fiind invocată mai ales ca mijlocitoare pentru nașterea copiilor. Obiceiul de a dărui curmale femeilor musulmane însărcinate își are originea în versetul 25 din sura 19.

## Statutul religios
Evoluția prezenței feminine, Fecioara Maria, este cunoscută în islam prin informațiile ce reies din Coran, în timp ce creștinismul oferă o cunoaștere a acestei personalități prin analiza Evangheliilor Apocrife.
Numele Fecioarei Maria în islam este Maryam, numită și „mama credincioșilor”, ea reprezentând un model de urmat în societatea musulmană. În textul coranic, Fecioarei Maria îi sunt atribuite trei sure importante: Sura III (Sūrat āl ،Imrān ), Sura V (Sūrat- al- māʼida), Sura XIX (Sūrat Maryam). Cu ajutorul informațiilor din textul coranic se poate contura un cadru istoric a ceea ce înseamna evoluția acestei figuri feminine: sunt analizate aspecte importante din viața ei, precum nașterea, familia, momentul în care dă naștere profetului Iisus, caracterul superior pe care îl dobândește în fața societății.
ʼAbū Mūsā Al-،Aš،arī, personalitate din lumea islamică, spune că Muḥammad ar fi spus: „Mulți bărbați au ajuns să atingă perfecțiunea, însă numai trei femei au atins acest stadiu: Maria, fiica lui Imran, soția Faraonului și Ḫadīǧa fiica lui Ḫuwaylid, iar excelența ̒Aišei peste celelalte femei este precum excelența Tharid-ului asupra celorlalte mâncăruri.” Coranul surprinde „evoluția” pe care o are Fecioara Maria în planul familiei. Este prezentată ca fiind fiică a lui Imran și soră a lui Aron, iar mama sa nu este descrisă după nume. „Este analizată încă de la început nașterea mamei sale, acest lucru pentru a ne ajuta să înțelegem modul în care aceasta a fost pregătită pentru Allah pentru a deveni mamă a lui Iisus și de ce a fost aleasă pentru acest lucru.” În cartea lui Ibn Kathir, într-unul dintre hadīṭe, mama Mariei purta numele de Hannah, soția profetului Zaharia. 
„După ce născu, ea spuse:„ Domnul Meu! Am născut o fată.” Dumnezeu știa ceea ce a odrăslit, căci un băiat nu este asemenea unei fete. „O voi numi Maria și sub oblăduirea Ta o pun, pe ea și seminția ei, împotriva Diavolului cel blestemat, bătut fie cu pietre!” (Coran III: 35)
„Femeia lui Imran spuse: „Domnul meu! Ție îți închin rodul pântecului meu! Primește-l de la mine! Tu ești Auzitorul, Știutorul!”(Coran, III: 35)

## Semnificația numelui
Numele de Maria, din punct de vedere etimologic, are sensul de „a sluji”, acest nume devenind predestinat pentru ea, încât rămâne devotată lui Dumnezeu pentru totdeauna. Mentorul său este desemnat de Dumnezeu în persoana lui Zaharia, el fiind martor la întâmplări miraculoase: „De fiecare dată când Zaharia intra la ea în cameră, găsea alături de ea mâncarea trebuincioasă, așa că el o întreabă: „O, Maria de unde ai acestea?” Ea spuse: „De la Dumnezeu, căci Dumnezeu înzestrează pe cine voiește, fără să dea socoteală.” (Coran, III: 37)

## Nașterea lui Iisus Hristos (profet)
Devotamentul și trimiterea către Dumnezeu întotdeauna sunt aspecte ce o caracterizează pe Fecioara Maria de-a lungul drumului pe care aceasta îl are în viață. Se naște și va da naștere cu ajutorul lui Dumnezeu, unui profet care, de asemenea, are un rol important în islam: vestește numele ultimului Profet. Prin cele spuse în Coran, Fecioara Maria va da naștere unui prunc ce va propăvădui „Cuvântul” lui Dumnezeu. 
           „Îngerii îi spuseră: „ O, Maria! Dumnezeu îți vestește un Cuvânt de la El: numele său este Cristos, Iisus fiul Mariei, slăvit în Viața de Acum și în Viața de Apoi, căci el este dintre cei apropiați lui Dumnezeu.”  (Coran III: 45)
Un aspect important prezentat în Coran, este imaginea în care, cu ajutorul versetelor, ne este prezentat momentul în care Fecioara Maria este înștiințată că va da naștere unui prunc, urmând apoi nașterea acestuia ce va avea loc la trunchiul unui curmal. Astfel, Iisus, prin statutul de profet pe care îl va avea după nașterea, are rolul de a transmite mesajul divin. Modul în care ia naștere este un fapt divin, el devine „Cuvântul lui Dumnezeu prin Fecioara Maria.” Este cunoscut drept Iisus, fiul Mariei, ceea ce face ca ideea de Sfântă Treime sau în limba arabă ṯābūṯ (Dumnezeu Tatăl, Dumnezeu Fiul și Duhul Sfânt) să fie respinsă în islam, astfel încât:
           „O, oameni ai Cărții! Nu întreceți măsura în credința voastră! Nu spuneți despre Dumnezeu decât Adevărul! Da, Cristos! Iisus, fiul Mariei, este trimisul lui Dumnezeu, Cuvântul lui pe care l-a aruncat Mariei, un Duh de la El. Credeți în Dumnezeu și în trimișii Săi! Nu mai spuneți: „Trei!” sfârșiți cu aceasta, căci va fi mai bine pentru voi. Unul  este Dumnezeu! Mărire Lui! Cum ar avea un fiu? Ale lui sunt cele din ceruri și de pe pământ. Dumnezeu își este sieși de ajuns ca apărător!”( Coran, IV: 171)
           „Fecioara Maria află că va da naștere unui prunc ce va vorbi chiar din leagăn prin mesajul îngerilor care spun: „Îngerii au spus: „O, Maria! Dumnezeu te-a ales și ți-a dat curățenie. El te-a ales înaintea femeilor lumilor.”(Coran, III: 42)
Un alt mod în care este vestită nașterea pruncului este susținută de întruchiparea îngerlui Gavril: „Pentru ca ea să fie însărcinată, mulți învățați spun că Gavril a suflat în pieptul ei (...)”, în acest fel ea rămânând însărcinată. „În alte versiuni se spune că a suflat în gura ei, însă acest lucru nu pare a fi susținut de contextul poveștii.” După câte observăm, încercarea de a vorbi despre Fecioara Maria se realizează în cea mai mare parte prin a descrie relație dintre aceasta și Iisus Hristos, acesta fiind unul dintre profeții aminrtiți în Coran. Musulmanii fac o diferențo între Iisus despre care creștinii vorbesc și Iisus ca profet care a avut menirea de a anunța venirea Profetului. Minunile pe care le săvârșește mai târziu, sunt considerate de Iisus semne venite de la Dumnezeu, nefiind văzute ca niște minuni firești. Sura dedicată Mariei, Sura III, surprinde momentul în care i se arată îngerul Gavril, în chip bărbătesc, lucru ce o sperie.
           „El spuse:„ Eu sunt doar trimisul Domnului tău ca să-ți dăruiesc un fecior curat.” Ea spuse: „Cum aș putea avea un fecior când niciun om nu m-a atins și târfă eu nu sunt.” El spuse: „ Așa va fi să fie. Domnul tău spuse:„ Aceasta Îmi este ușor. Vom face din el un semn pentru oameni ca milostenie de la Noi. Porunca este neclintită.” ( Sura XIX: 19-21)

## Concluzii
În final, un motiv important pe care Fecioara Maria îl are în Coran, este acela de a da naștere unui prunc ce are ca scop transmiterea Cuvântului (aici cuvântul fiind chiar persoana lui Iisus Hristos) lui Dumnezeu. Așa cum s-a menționat anterior, cadrul în care este prezentată Fecioara Maria este strâns legat de relația pe care aceasta o are cu profetul Iisus, și anume relația mamă-fiu.